# Červenecký rybník
Červenecký rybník o rozloze vodní plochy 1,96 ha se nalézá u samoty (bývalého mlýna) Červenec asi 800 m severně od centra obce Stolany v okrese Chrudim. Rybník leží na katastrálním území obce Stolany. U rybníka se nalézají dva menší násadové rybníčky.
V roce 2009 byla provedena jeho revitalizace a odbahnění. Rybník je v soukromém vlastnictví a je využíván pro chov ryb.

## Galerie

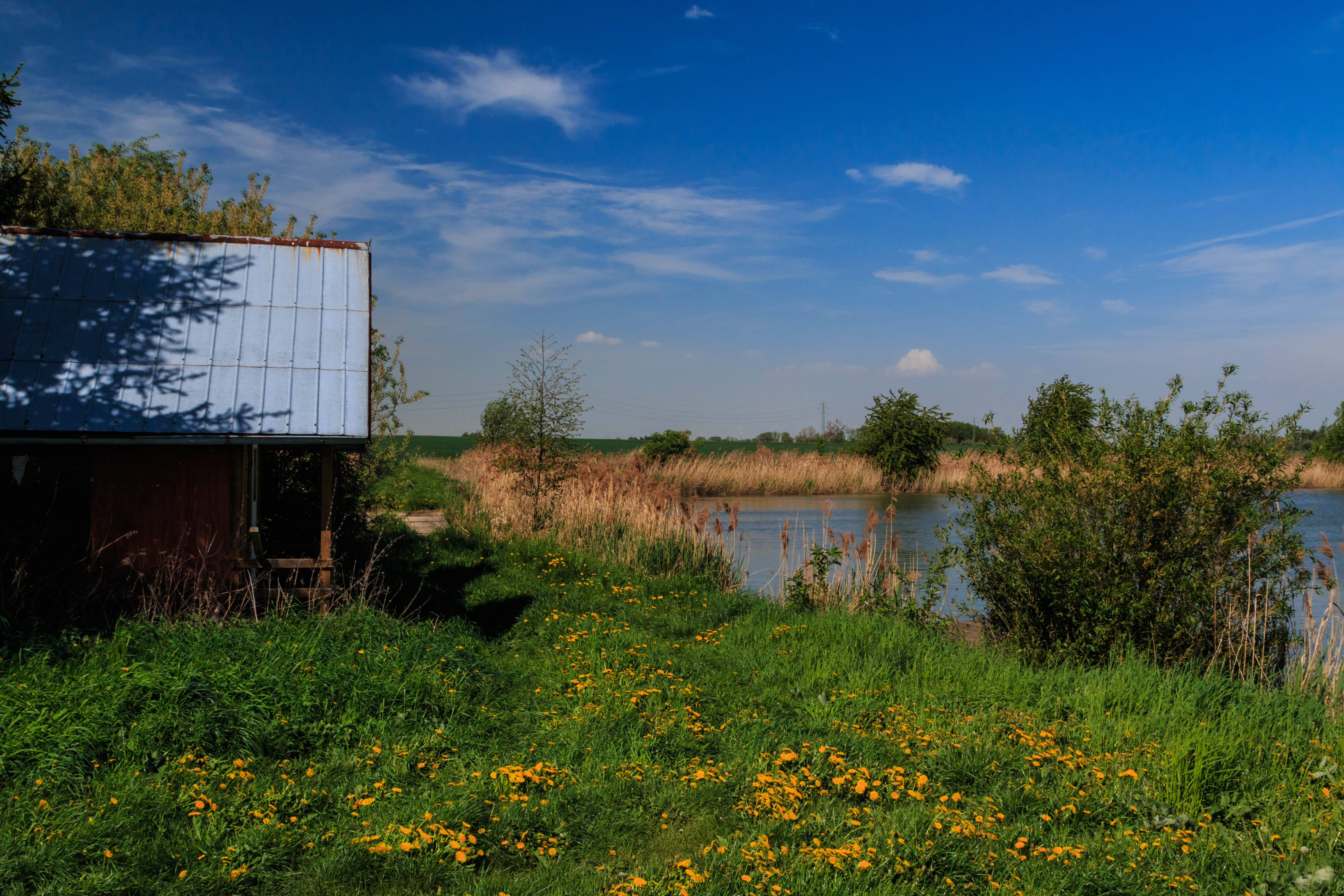
pohled na Červenecký rybník u Stolan
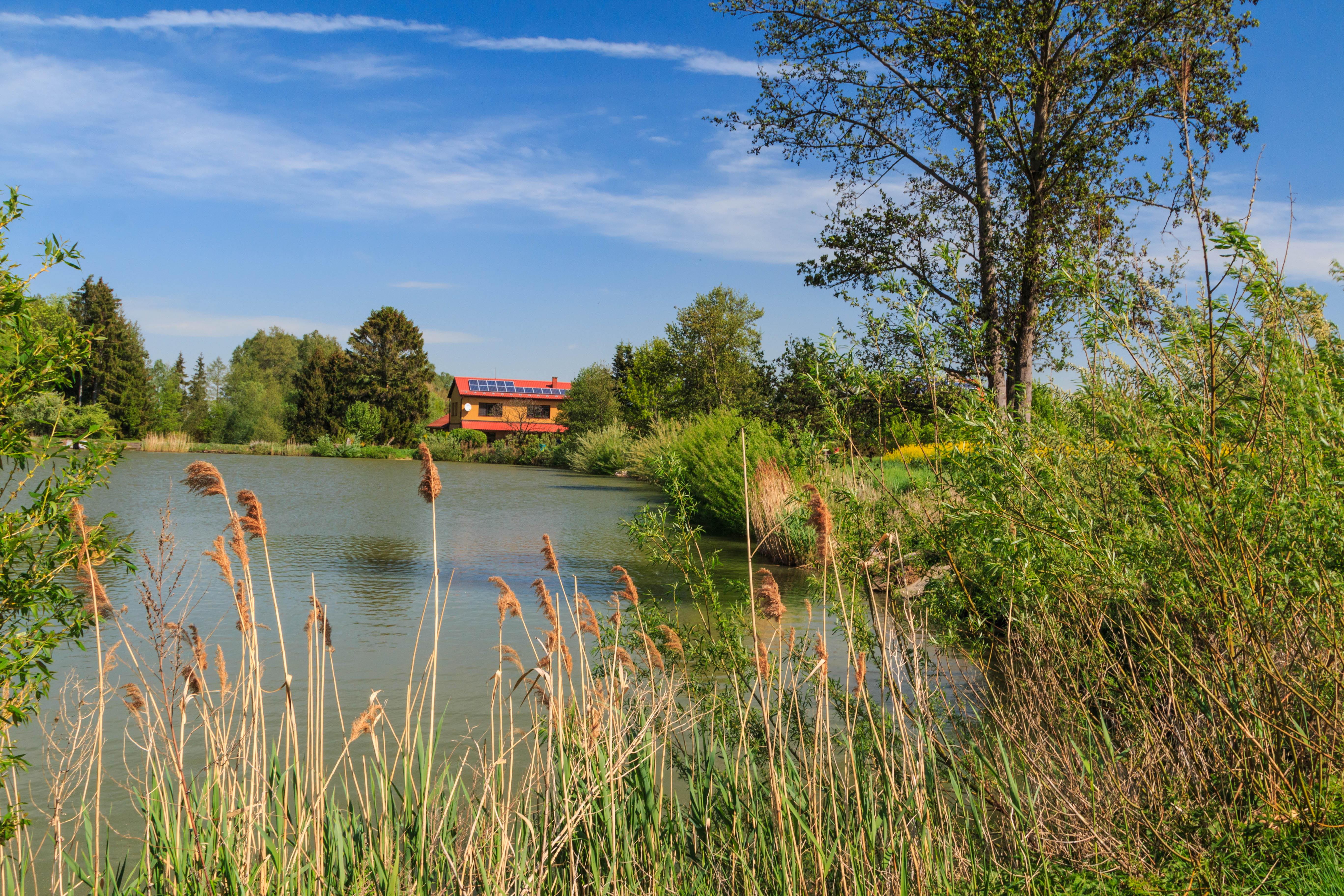
pohled na Červenecký rybník u Stolan
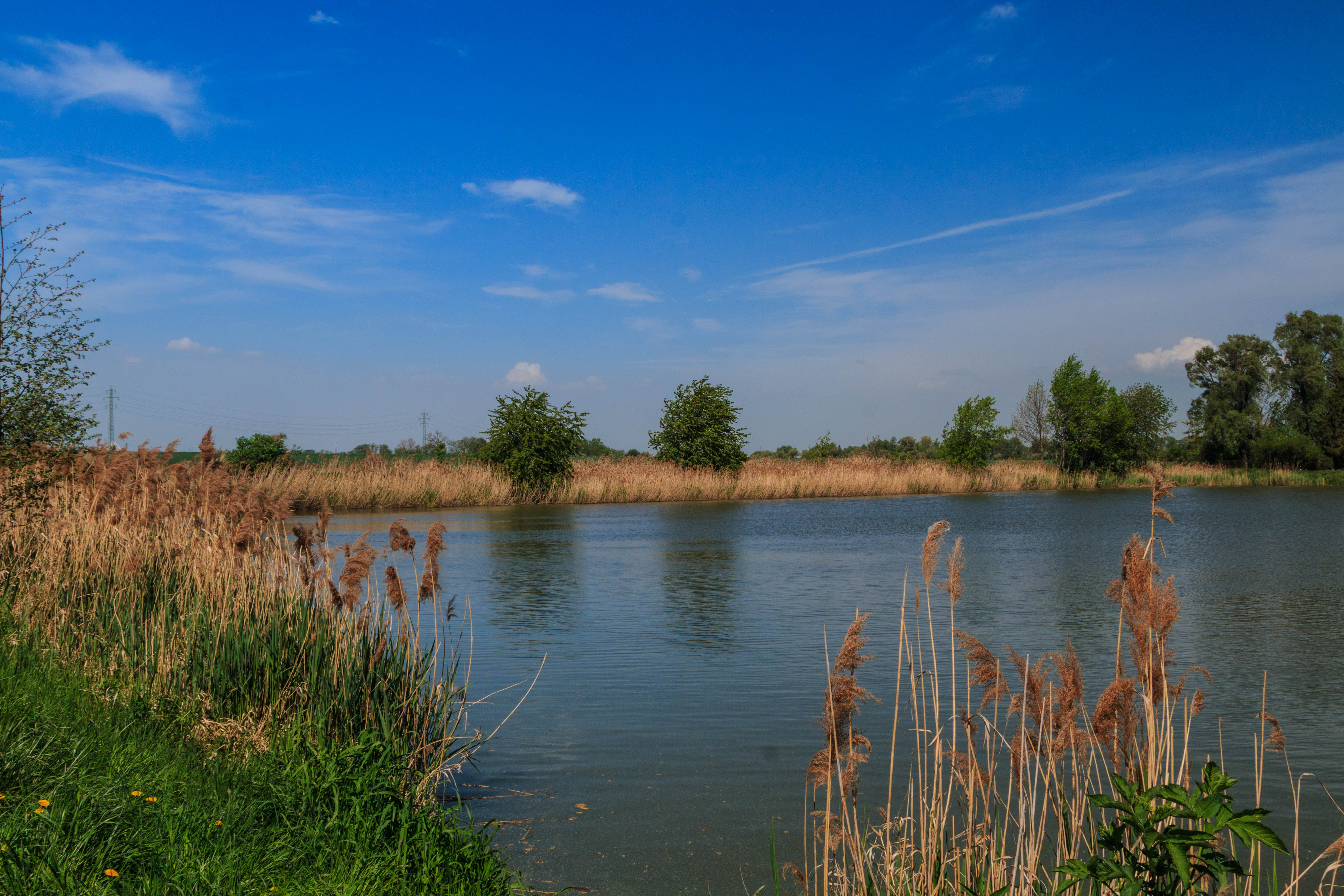
pohled na Červenecký rybník u Stolan